# Валя-Попій (Келераш)
Валя-Попій (рум. Valea Popii) — село у повіті Келераш в Румунії. Входить до складу комуни Радовану.
Село розташоване на відстані 47 км на південний схід від Бухареста, 62 км на захід від Келераші.

## Населення
За даними перепису населення 2002 року у селі проживали 730 осіб.
Національний склад населення села:
| Національність | Кількість осіб | Відсоток |
| -------------- | -------------- | -------- |
| румуни         | 719            | 98,5%    |
| цигани         | 11             | 1,5%     |

Рідною мовою назвали:
| Мова      | Кількість осіб | Відсоток |
| --------- | -------------- | -------- |
| румунська | 719            | 98,5%    |
| циганська | 11             | 1,5%     |